# Nárai
Nárai là một thị trấn thuộc hạt Vas, Hungary. Thị trấn này có diện tích 15,99 km², dân số năm 2010 là 1271 người, mật độ 79 người/km².